# 小林敦 (野球)
小林 敦（こばやし あつし、1986年2月24日 - ）は、静岡県島田市出身の元プロ野球選手（投手）。右投右打。

## 来歴・人物

### プロ入り前
東海大翔洋中学校時代は2年次に三塁手として第16回全日本少年軟式野球大会でベスト8。3年次からエース投手となる。その後東海大相模高に進学。2年秋からエースとして活躍し、3年夏は県大会ベスト4で敗退。甲子園の出場は叶わなかった。東海大学進学後は3年秋の4勝を挙げるも、4年時は不振だったこともありプロからの指名はなかった。
大学卒業後は七十七銀行に入行。1年目から日本選手権、東京スポニチ大会などで全国経験を果たす。第81回都市対抗野球東北2次予選では、第2代表決定戦の対TDK戦で3安打7奪三振無四球完封で敢闘賞を受賞した。その一方で、銀行員として、同行の県庁支店で窓口業務に就いていた。
2010年のドラフト会議で、千葉ロッテマリーンズから3巡目指名を受けたことを機に入団。七十七銀行出身者では初めてのプロ野球選手で、入団後には、海外FA権の行使によってこの年限りで退団した小林宏之から背番号41を引き継いだ。なお、指名直後の11月には、広州アジア大会に日本代表として出場。銅メダルを獲得した。

### プロ入り後
2011年には、チームの新人投手で唯一、春季キャンプを一軍でスタート。公式戦の開幕を二軍で迎えたが、6月8日の対阪神タイガース戦（QVCマリンフィールド）に3番手投手として一軍デビューを果たすと、同月30日の対北海道日本ハムファイターズ戦（札幌ドーム）から先発に転向。7月14日の対埼玉西武ライオンズ戦（QVCマリンフィールド）に先発で登板すると、7回を被安打2の無失点に抑えて一軍初勝利を記録した。一軍公式戦では先発で6試合に登板したが、この年を最後に一軍のマウンドから遠ざかった。
2012年には、イースタン・リーグ公式戦で主に先発を任されると、5月下旬までの登板で5勝を挙げた。しかし、5月31日の対日本ハム戦（鎌ケ谷スタジアム）では、打者6人に4つの四球を与えた末に1回0/3で降板。この試合を最後に実戦を離れると、8月15日に右肩関節の腱板修復手術を受けた。このため、2013年には実戦から離れて、右肩のリハビリに専念した。
2014年には、イースタン・リーグ公式戦で2年振りに実戦へ復帰。通算で13試合に登板したが、11回3分の1を投げただけで、勝敗は付かなかった。
2015年には、イースタン・リーグ公式戦27試合に登板。0勝1敗、防御率4.67という成績を残した。しかし、10月3日に球団から戦力外通告を受けたことを機に、現役を引退した。
ちなみにロッテでは、1988年に小林茂生が入団してから、小林敦に戦力外を通告するまで、28年連続で小林姓の現役選手が必ず1名在籍していた（延べ9名で全て投手）。小林敦が引退した2016年シーズンからは、現役時代にクローザーとして活躍した小林雅英が、一軍の投手コーチとして復帰する。ただし、小林敦への戦力外通告後（2015年12月時点）にドラフト会議やトレードなどで小林姓の選手を獲得していないため、2016年は小林姓の現役選手が29年振りに在籍しなくなった。

### 現役引退後
2015年12月10日に、スカウトとしてロッテと契約することが球団から発表された。地元の東海地区に加えて、北陸地区も担当する。石川ミリオンスターズの安江嘉純が初の担当選手指名となった。藤岡裕大も担当した
2024年からはオリックスの東海地区担当のスカウトを務める。

## 詳細情報

### 年度別投手成績
| 年 度     | 球 団     | 登 板 | 先 発 | 完 投 | 完 封 | 無 四 球 | 勝 利 | 敗 戦 | セ 丨 ブ | ホ 丨 ル ド | 勝 率 | 打 者 | 投 球 回 | 被 安 打 | 被 本 塁 打 | 与 四 球 | 敬 遠 | 与 死 球 | 奪 三 振 | 暴 投 | ボ 丨 ク | 失 点 | 自 責 点 | 防 御 率 | W H I P |
| --------- | --------- | ----- | ----- | ----- | ----- | -------- | ----- | ----- | -------- | ----------- | ----- | ----- | -------- | -------- | ----------- | -------- | ----- | -------- | -------- | ----- | -------- | ----- | -------- | -------- | ------- |
| 2011      | ロッテ    | 9     | 6     | 0     | 0     | 0        | 1     | 5     | 0        | 0           | .167  | 160   | 35.2     | 42       | 5           | 10       | 0     | 0        | 22       | 2     | 0        | 25    | 23       | 5.80     | 1.46    |
| 通算：1年 | 通算：1年 | 9     | 6     | 0     | 0     | 0        | 1     | 5     | 0        | 0           | .167  | 160   | 35.2     | 42       | 5           | 10       | 0     | 0        | 22       | 2     | 0        | 25    | 23       | 5.80     | 1.46    |

### 記録
- 初登板：2011年6月8日、対阪神タイガース3回戦（QVCマリンフィールド）、6回表に3番手で救援登板、1回無失点
- 初奪三振：同上、6回表に俊介から空振り三振
- 初先発登板：2011年6月30日、対北海道日本ハムファイターズ6回戦（札幌ドーム）、5回8被安打5失点で敗戦投手
- 初勝利・初先発勝利：2011年7月14日、対埼玉西武ライオンズ9回戦（QVCマリンフィールド）、7回2被安打無失点

### 背番号
- 41 （2011年 - 2015年）

### 登場曲
- 「Lifestyles Of The Rich And Famous」Good Charlotte（2011年 - ）